# Ковильне (Росія)
Кови́льне (рос. Ковыльное) — присілок у складі Альменєвського округу Курганської області, Росія.
Населення — 27 осіб (2010, 98 у 2002).
Національний склад станом на 2002 рік:
- росіяни — 60 %